# Lista de vereadores de Euclides da Cunha da 1.ª legislatura
Esta é a lista de vereadores de Euclides da Cunha para a legislatura 1948–1950.

## Vereadores
|   | Nome                        | Partido | Observações |
| - | --------------------------- | ------- | ----------- |
| 1 | José Camerino de Abreu      | PSD     |             |
| 2 | Joaquim Matias de Almeida   | UDN     |             |
| 3 | Isaías Ferreira Canário     | PSD     |             |
| 4 | João Augusto Costa          | UDN     |             |
| 5 | Fulgêncio de Carvalho Abreu | PSD     |             |
| 6 | José Bezerra Neto           | PSD     |             |
| 7 | Euclides Alves de Oliveira  | PSD     |             |
| 8 | Belarmino Augusto de Campos | UDN     |             |

## Legenda
| Cor  | Significado          |
| Bege | Presidente da Câmara |
| Azul | Suplente             |

## Composição das bancadas
| Partido | Líder | Bancada | Posição  |
| ------- | ----- | ------- | -------- |
| PSD     |       | 5 / 8   | Governo  |
| UDN     |       | 3 / 8   | Oposição |